# Christien Tinsley
Christien Tinsley (* 1974) ist ein Maskenbildner und Spezialeffektkünstler.

## Leben
Tinsley begann seine Karriere im Filmstab 1998 als Spezialeffektkünstler beim Science-Fiction-Horrorfilm Species II. Nach weiteren Filmen als Maskenbildner und Spezialeffektkünstler war er 2001 an Michael Bays Kriegsfilm Pearl Harbor tätig. Um den Anforderungen das Regisseurs nach realistischen Brandverletzungen für zahlreiche Statisten zeitnah nachzukommen, entwickelte Tinsley die Tinsley Transfers genannten temporären Tätowierungen. Hierfür wurde er 2008 mit dem Oscar für technische Verdienste ausgezeichnet.
Tinsley wirkte unter renommierten Regisseuren wie Ethan und Joel Coen, Clint Eastwood, Steven Soderbergh, Peter Weir und Sidney Lumet. 2005 war er für Mel Gibsons Die Passion Christi zusammen mit Keith VanderLaan für den Oscar in der Kategorie Bestes Make-up und beste Frisuren nominiert, es gewann in diesem Jahr jedoch der Abenteuerfilm Lemony Snicket – Rätselhafte Ereignisse.
Tinsley  war neben seinen Filmengagements auch für das Fernsehen tätig, darunter die Serien American Horror Story, Westworld  und American Gods. Für sein Wirken war er zwischen 2007 und 2017 zehnmal für den Primetime Emmy nominiert, den er zweimal gewinnen konnte.

## Filmografie (Auswahl)
- 1998: Species II
- 1999: Der Chill Faktor (Chill Factor)
- 1999: Wehrlos – Die Tochter des Generals (The General’s Daughter)
- 2000: Der Grinch (How the Grinch Stole Christmas)
- 2000: Familie Klumps und der verrückte Professor (Nutty Professor II: The Klumps)
- 2001: Ocean’s Eleven
- 2001: Pearl Harbor
- 2002: D-Tox – Im Auge der Angst (D-Tox Eye See You)
- 2002: xXx – Triple X (xXx)
- 2003: Master & Commander – Bis ans Ende der Welt (Master and Commander: The Far Side of the World)
- 2004: Die Passion Christi (The Passion of the Christ)
- 2005: Die Geisha (Memoirs of a Geisha)
- 2006: Letters from Iwo Jima
- 2007: I Am Legend
- 2007: No Country for Old Men
- 2009: Die Frau des Zeitreisenden (The Time Traveler’s Wife)
- 2010: True Grit
- 2012: John Carter – Zwischen zwei Welten (John Carter)
- 2013: Old Boy
- 2014: Herz aus Stahl (Fury)
- 2022: Ein Mann namens Otto (A Man Called Otto)
- 2023: Renfield

## Auszeichnungen (Auswahl)
- 2005: Oscar-Nominierung in der Kategorie Bestes Make-up und beste Frisuren für Die Passion Christi
- 2008: Oscar für technische Verdienste für die Entwicklung der Tinsley Transfers